# Vertige
Ne doit pas être confondu avec Acrophobie.
Pour les articles homonymes, voir Vertige (homonymie).
 Mise en garde médicale
Sur le plan médical, le vertige (étymologiquement vertigo vient du latin verso, versare : tourner) est un trouble affectant un sujet dans le contrôle de sa situation dans l'espace, ce qui occasionne une illusion de déplacement du sujet par rapport aux objets environnants ou des objets environnants par rapport au sujet.
Cette illusion de mouvement peut se présenter sous différentes formes :
- une sensation de rotation « comme dans un manège » ;
- une sensation de déplacement du corps dans le plan vertical « comme dans un ascenseur » ;
- une sensation d'instabilité, décrite comme un tangage « comme sur un bateau ».

Cependant, dans le langage courant, la définition de vertige s'est largement étendue, et beaucoup de personnes décrivent comme étant des vertiges d'autres causes d'étourdissements comme l'impression de tête légère, le déséquilibre, la désorientation, l'incoordination, la maladresse, la lipothymie, la syncope,.

## Classification
Le vertige est classé soit en vertige d'origine périphérique soit en vertige d'origine centrale selon l'emplacement du dysfonctionnement de la voie vestibulaire.
Le vertige causé par des problèmes au niveau de l'oreille interne ou du système vestibulaire, composé des canaux semi-circulaires, du vestibule (utricule et saccule) et du nerf vestibulaire est appelé vertige « périphérique », « otologique » ou « vestibulaire ».

## Étiologie

### Périphérique

#### Le vertige paroxystique positionnel bénin
Le vertige paroxystique positionnel bénin (VPPB) est la cause la plus fréquente de vertige, particulièrement chez les personnes âgées. Il est causé par la formation d'otolithes et à leur migration au niveau des canaux semi-circulaires de l'oreille interne. Typiquement, les patients touchés se plaignent de brèves périodes de vertige déclenchées par un changement rapide de position de la tête.

#### La névrite vestibulaire
La névrite vestibulaire est causée par une inflammation du nerf vestibulaire de nature infectieuse ou para-infectieuse. Le symptôme principal est le début aigu du vertige rotatoire sévère, prolongé, associé à un  nystagmus spontané horizontal, le déséquilibre postural et les nausées sans dysfonction auditive concomitante.

#### La maladie de Ménière
La maladie de Menière est une autre cause de vertige périphérique. Elle se caractérise par des crises de vertige grave spontané accompagnées de nausées et de vomissements, d'acouphènes de basse fréquence, de perte auditive fluctuante et d'un sentiment de plénitude ou de blocage de l'oreille affectée.

### Central

#### Infarctus cérébelleux
L'infarctus cérébelleux aigu sur le territoire de l'artère cérébelleuse antérieure inférieure ou de l'artère cérébelleuse postérieure inférieure, est une cause centrale de vertige. Ce vertige peut résulter de l'ischémie pontomédullaire du tronc cérébral près des noyaux vestibulaires. Dans un infarctus cérébelleux, le nystagmus est dans la direction du regard et le plus visiblement ipsilatéral à la lésion et ne peut pas être supprimé par la fixation visuelle. Les constatations du moteur oculaire sont souvent présentes dans la maladie du tronc cérébral comme le nystagmus optimiste ou négatif ou le nystagmus dysconjugué.

#### Migraine vestibulaire
Il s'agit d'une migraine avec signes vestibulaires prédominants.

## Diagnostic
L'interrogatoire et l'examen clinique (manœuvre diagnostique) permettent un diagnostic rapide chez plus des 3/4 des patients. Les manœuvres diagnostiques des vertiges paroxystiques positionnels bénins (VPPB) et la recherche des signes d'atteinte du contrôle cérébelleux de l'oculomotricité et de la fonction vestibulaire orientent le diagnostic, de même que l'examen du patient « vertigineux ».

## Physiopathologie
L'équilibre est la stabilisation du corps et des yeux, car, pour voir nettement, il faut que l'image reste stable sur la fovéa, de même lorsque le sujet est immobile et que les objets bougent ou lorsque les yeux bougent. C'est donc un système statique et dynamique.
Trois systèmes sont impliqués dans l'équilibre :
- le système vestibulaire ;
- le système proprioceptif ;
- le système visuel.

Les informations données par ces trois systèmes convergent et sont comparées aux informations précédemment gardées. Au niveau des noyaux vestibulaires et dans leur voisinage immédiat se constitue un véritable centre primaire d'équilibration.
Le système vestibulaire est le seul système sensoriel qui ne soit pas conscient, et la sensation d'équilibre ne devient consciente que lorsqu'il existe une incoordination entre les informations venant de ces trois systèmes et celles qui étaient gardées antérieurement. Cette différence est alors perçue d'une façon désagréable sous la forme d'une sensation de déséquilibre ou de mal de mer. Lorsqu'il existe une atteinte du vestibule, c'est au niveau des yeux et des pieds qu'apparaissent les troubles.
Les connexions vestibulaires sont multiples et complexes. Il en existe essentiellement de trois types :
- visio-vestibulaires mettant en jeu les mouvements oculaires conjugués ;
- cérébello-vestibulaires où le cervelet apparaît comme le coordinateur des connexions vestibulaires ;
- vestibulo-spinal mettant en jeu le système proprioceptif avec des récepteurs cervicaux et plantaires.

Pour qu'apparaissent un vertige, il peut se produire une altération au niveau :
- du récepteur : le labyrinthe postérieur (vestibule) ;
- du nerf vestibulaire ;
- des noyaux vestibulaires.

## Prévalence
50 % des patients ont fait ou feront l’expérience d’un vertige ; un patient sur sept a connu ou connaîtra une grande crise de vertige ou de déséquilibre aigu. Ce symptôme touche 5 % de la clientèle d’un généraliste, un spécialiste étant consulté dans 37 % des cas, avec une cause grave et potentiellement mortelle découverte dans 2 % des cas (accident ischémique cérébral embolique ; des accidents aéro-emboliques lors d'une plongée sous-marine avec bouteille affectent l’oreille interne et peuvent être associés à de graves atteintes médullaires). 35 % des patients conduits aux urgences présentent des vertiges positionnels paroxystiques bénins ; 6 % présentent de premières manifestations de la maladie de Menière et 6 % de névrite vestibulaire ou moins souvent une fracture du rocher ou des complications infectieuses (dont la labyrinthite infectieuse, rare). L'apnée du sommeil, par la privation d'oxygène de certaines zones du cerveau ou de l'oreille interne, peut être à l'origine, pas toujours diagnostiquée, d'un vertige vrai très violent.

## Histoire, soins
Les anciens recommandaient comme remède préventif une plante médicinale, la couleuvrée (nom qui peut désigner trois plantes différentes aujourd'hui).

## Traitement
Le traitement de la cause est parfois possible.
La bétahistine est le médicament le plus utilisé mais son efficacité est non établie.
Le vertige paroxystique positionnel bénin répond à certaines manœuvres permettant le déplacement des otolithes.
La rééducation vestibulaire permet d'améliorer les symptômes s'ils sont chroniques.
Il existe aussi des remèdes naturels pour traiter les vertiges. Ceux-ci incluent l'utilisation de gingembre et de ginkgo biloba, une hydratation adéquate, et la supplémentation en vitamine D et en magnésium. Les huiles essentielles et les exercices de rééquilibrage sont également recommandés. En combinant une alimentation équilibrée et des ajustements de mode de vie, ces approches holistiques visent à améliorer l'équilibre et à réduire les symptômes des vertiges de manière efficace et naturelle.